# Jerusalem
 For alternative betydninger, se Jerusalem (flertydig). (Se også artikler, som begynder med Jerusalem)
Jerusalem (hebraisk: יְרוּשָׁלַיִם, tr. Yerushalayim; arabisk: القُدس, tr. al-Quds) er en by i Mellemøsten, der ligger på et plateau mellem Middelhavet og Det Døde Hav. Både israelere og palæstinensere anser Jerusalem som deres hovedstad i henholdsvis Israel og Det palæstinensiske selvstyre, men kun få lande anerkender byen som hovedstad. Faktuelt fungerer den dog som Israels hovedstad. Siden 1860 er Jerusalem vokset langt ud over den gamle bys grænser og har i dag 936.425(2019) indbyggere, der omfatter ca. 200.000 sekulære jødiske israelere, 350.000 Harediske-jøder og 300.000 palæstinensere.

## Etymologi
Byen kaldes også for Davids By, Zions Stad, Fredens By og Den Gyldne Stad. Byens hebraiske navn betyder "fred" eller "testamentarisk gave" mm., mens det arabiske betyder "Den hellige".

## Geografi
Jerusalem og dets forstæder ligger i Judæa-bjergene ca. 8-900 moh. Byen (inkl. forstæder) har 933.113 indbyggere (2012), heraf er ca. 1/3 palæstinensere. 
Jerusalem består lidt forenklet af Den Gamle Bydel, den mindre 'østlige' del, den noget større 'vestlige' del, forstæder og bosættelser. Man bruger betegnelserne Vestjerusalem og Østjerusalem om henholdsvis den jødiske og arabiske del af byen.

## Nyere historie
I forbindelse med De Forenede Nationers afstemning i 1947 om delingsplanen for Palæstina vedtoges, at Jerusalem skulle være et "corpus separatum" under international overvågning. Denne afstemning er ikke senere blevet sat ud af kraft ved en ny afgørelse i FN.  I maj 1948 og den efterfølgende krig blev det vestlige Jerusalem indtaget af israelske styrker, og byen blev delt i en jordansk østlig del, der omfattede Den Gamle Bydel, og en israelsk vestlig del, som Israel udråbte som sin nye hovedstad. Under Seksdageskrigen i juni 1967 besatte Israel den østlige del af Jerusalem. 
I resolution 478 af 20. august 1980 understregede Sikkerhedsrådet, at Knessets beslutning om at give Jerusalem status som Israels hovedstad var i strid med international lov..
Siden 2002 har de israelske myndigheder opført et hegn, der adskiller den østlige og den vestlige bydel og udgør en del af Israels Vestbreds-barriere. Langs hegnet kontrollerer militæret, at civile ikke passerer muren. Passage sker alene gennem særlige checkpoints. 
På trods af at byens status som Israels hovedstad er afvist af FNs sikkerhedsråd, besluttede Donald Trump den 6. december 2017 at effektuere en senatsbeslutning fra 1995 om at flytte den amerikanske ambassade i Israel til Jerusalem og samtidig anerkende byens status som hovedstad. EU's udenrigschef, Federica Mogherini understregede i forbindelse med Benjamin Netanyahus besøg i Bruxelles 11. december 2017, at EU mener, "at den eneste realistiske løsning på konflikten mellem Israel og Palæstina bygger på to stater med Jerusalem som hovedstad for begge."
Donald Trumps beslutning blev kritiseret af mange nationer. En resolution, der fordømmer den amerikanske afgørelse, blev støttet af alle øvrige 14 medlemmer af FN's Sikkerhedsråd, men blev vetoet af USA den 18. december 2017, og en efterfølgende beslutning, der fordømte den amerikanske beslutning, blev vedtaget i FN's generalforsamling. På grund af afvisningen af Jerusalem som Israels hovedstad, har mange lande ambassader i Tel Aviv.

### Religiøs betydning
Jerusalem har særlig betydning for jøder, kristne og muslimer: Her stod det jødiske tempel, her blev Jesus korsfæstet og her steg Muhammed op igennem de syv himle på sin natlige rejse. Hver fredag beder ortodokse jøder ved Grædemuren – Ha-Kotel (en del af muren omkring Templet) som indledning til Shabbat, de kristne bærer kors på Via Dolorosa (Den gamle Bydel) til minde om Langfredag og på Tempelpladsen over Grædemuren, holder muslimerne fredagsbøn i retning af Mekka.
Det er byen for de tre monoteistiske religioner og Jerusalem kan virke så stærkt på visse mennesker, at de tror, at de er Messias, Gud eller andre religiøse personer. Diagnosen kaldes for Jerusalem-syge eller Jerusalem-syndromet. Jerusalem har været jødernes hellige by i ca. 3.000 år, de kristnes i ca. 2.000 år og muslimernes 3. helligste by efter Mekka og Medina i mere end 1.300 år.
Jerusalem er mere end 5.000 år gammel og dens historie har været præget af utallige voldsomme og blodige erobringer pga. byens beliggenhed, religion og vand.

## Seværdigheder
Den Gamle Bydel er fyldt med kirker, synagoger, moskeer, helligdomme og ruiner og omgivet af en høj ydermur. Bydelen er opdelt i fire områder, der er kulturelt meget forskellige: Det kristne kvarter med Gravkirken (de kristnes helligste sted), det muslimske kvarter med de nærliggende moskeer på Tempelbjerget (muslimernes 3. helligste sted), det jødiske kvarter med Grædemuren (jødernes helligste sted) og det armenske (kristne) kvarter.  
Den østlige, nordøstlige og sydøstlige del af Jerusalem består af en blanding af nye og gamle jødiske og arabiske kvarterer, enkelte hoteller og museer, kulturelle institutioner, Det Hebraiske Universitet, busstation (arabisk) og flere markeder. Især øst for Den Gamle Bydel er der mange kristne hellige steder som f.eks. Oliebjerget og Getsemane Have samt en meget stor jødisk begravelsesplads. Ca. halvdelen af befolkningen i den østlige del er jøder og den anden halvdel er palæstinensere (mest muslimer, færre kristne).
Den vestlige, nordvestlige og sydlige del af Jerusalem er den moderne del af byen siden de første bebyggelser opstod uden for den gamle bydel i 1880'erne som f.eks. Yemin Moshe og Den Russiske Bydel. Her ligger bl.a. Knesset (Parlamentet) og ministerier, mange museer, kulturelle institutioner, synagoger og kirker, rådhuset, flere ambassader, Det Hebraiske Universitet, jødiske ortodokse kvarterer, grønne parker, Jad Vashem, den nye centrale busterminal, jernbanestation (tog til Tel Aviv), indkøbscentre, hoteller og det begrænsede natteliv. Her bor der stort set kun jøder (og enkelte kristne) og der er kun få hellige steder i denne del af byen.
Rundt om Jerusalem ligger der en del jødiske bosættelser og et mindre antal er arabiske forstæder.
Turisme og regerings- og statsrelaterede funktioner er de største indtægtskilder i Jerusalem. Der findes lidt industri og en del traditionel håndværk og handel.
Syd for Jerusalem ligger Betlehem (ca. 35.000 indbyggere) med de kristne hellige steder (i dag palæstinensisk selvstyreområde – PA), øst for byen ligger den jødiske bosættelse Ma'ale Adumim (ca. 27.000 indbyggere) og i nordlig retning ligger Jerusalems lufthavn. Jerusalem er på næsten alle sider omgivet af bjerge og ørken.

## Galleri
- Ortodokse jøder beder ved Grædemuren
- Med byens rige historie er Jerusalem et mål for mange arkæologiske udgravninger
- Israel Museum
- Israels nationalmuseum